# Etiopiens herrlandslag i volleyboll
Etiopiens herrlandslag i volleyboll representerar Etiopien i volleyboll på herrsidan. Laget deltog i afrikanska mästerskapet 2021.

### Fotnoter
1. ↑  ”Volleyball, Africa: African Championship 2021 Standings - Soccerstand.com” (på engelska). https://www.soccerstand.com/volleyball/africa/african-championship-2021/standings/#/0IG4e4d3/draw. Läst 1 november 2023.
2. ↑  Senaste tillfället då någon kontrollerade att de inmatade tabelluppgifterna stämmer. Uppgifter kan ha matats in senare utan att kontrolleras av någon annan